# 钼酸锰
钼酸锰是一种无机化合物，化学式为MnMoO4。α-MnMoO4晶体属于单斜晶系。它在低温具有反铁磁性。在630℃发生相变，转化为具有NiWO4结构的H型MnMoO4。

## 制备
钼酸锰可以由氯化锰和钼酸钠于180℃的水热条件下反应，产物用水和乙醇清洗、干燥，得到MnMoO4微晶。
MnCl2 + Na2MoO4 → MnMoO4↓ + 2 NaCl
450~550℃下烧结锰的氧化物（如MnO、MnO2等）和三氧化钼的混合物，可以制得钼酸锰。

## 应用
MnMoO4有着快速的基于赝电容的氧化还原反应，可用作水溶液中双电层电容器的活性电极材料和氢析出催化剂。

## 拓展阅读
- 马玉洁. 钼酸锰纳米材料的可控合成及原位生长热动力学研究 （页面存档备份，存于）[D]. 广西民族大学, 2012.